# Selección femenina de balonmano de Croacia
La selección femenina de balonmano de Croacia es la selección de féminas de balonmano de Croacia, que representa a su país en la competiciones internacionales de selecciones.

## Historial

### Juegos Olímpicos
- 1992 - No participó
- 1996 - No participó
- 2000 - No participó
- 2004 - No participó
- 2008 - No participó
- 2012 - 7.ª plaza
- 2016 - No participó
- 2020 - No participó

### Campeonatos del Mundo
- 1995 - 10.ª plaza
- 1997 - 6.ª plaza
- 1999 - No participó
- 2001 - No participó
- 2003 - 14.ª plaza
- 2005 - 11.ª plaza
- 2007 - 9.ª plaza
- 2009 - No participó
- 2011 - 7.ª plaza
- 2013 - No participó
- 2015 - No participó
- 2017 - No participó
- 2019 - No participó
- 2021 - 18.ª plaza

### Campeonatos de Europa
- 1994 - 5.ª plaza
- 1996 - 6.ª plaza
- 1998 - No participó
- 2000 - No participó
- 2002 - No participó
- 2004 - 13.ª plaza
- 2006 - 7.ª plaza
- 2008 - 6.ª plaza
- 2010 - 9.ª plaza
- 2012 - 13.ª plaza
- 2014 - 13.ª plaza
- 2016 - 16.ª plaza
- 2018 - 16.ª plaza
- 2020 -  Medalla de bronce
- 2022 - 10.ª plaza

### Equipo actual
Lucija Bešen, Paula Posavec, Dora Krsnik, Stela Posavec, Ćamila Mičijević, Dejana Milosavljević, Larissa Kalaus, Dora Kalaus, Katarina Ježić, Tena Japundža, Andrea Šimara, Ana Debelić, Josipa Mamić, Marijeta Vidak, Valentina Blažević, Kristina Prkačin, Tea Pijević
- - entrenador: Nenad Šoštarić